# Bystrzyca (Wieprz)
Die Bystrzyca ist ein linker Zufluss des Wieprz in der Woiwodschaft Lublin in Polen.

## Geografie
Der Fluss entspringt bei dem Dorf Sulów rund 10 Kilometer östlich der Stadt Kraśnik in einer Höhe von 227 Metern. Sie fließt von dort in nördlicher Richtung, nimmt von rechts die Kosarzewka und von links die kleine Nędznica auf, wendet sich dann nach Nordosten, durchfließt den See Zalew Zemborzycki, durchquert dann die Woiwodschaftshauptstadt Lublin, wo ihr von rechts die Czerniejówka zufließt, nimmt von links die Ciemięga auf und mündet schließlich in Spiczyn auf einer Höhe von 157 Metern in den Wieprz. Das Einzugsgebiet umfasst eine Fläche von 1320,74 km².